# 米川村 (宮城県)
米川村（よねかわむら）は、昭和31年（1956年）まで宮城県登米郡北東部にあった村。現在の登米市東和町米川にあたる。

## 沿革
- 明治8年（1875年）10月17日 - 水沢県による村落統合にともない、狼河原村と鱒淵村が合併して米川村が成立。
- 明治12年（1879年） - 米川村を狼河原村と鱒淵村に分割。
- 明治22年（1889年）4月1日 - 町村制施行にともない、狼河原村と鱒淵村が再合併して新制の米川村が発足。
- 昭和31年（1956年）9月30日 - 錦織村と合併し、日高村となる。

## 行政
- 歴代村長

| 代 | 氏名         | 就任                       | 退任                       | 備考                           |
| -- | ------------ | -------------------------- | -------------------------- | ------------------------------ |
| 1  | 畠山栄之允   | 明治22年（1889年）4月      | 明治36年（1903年）8月19日  |                                |
| 2  | 須藤安右ェ門 | 明治36年（1903年）9月12日  | 明治38年（1905年）11月29日 |                                |
| 3  | 丸森源三郎   | 明治38年（1905年）12月14日 | 明治40年（1907年）8月25日  |                                |
| 4  | 及川栄之丞   | 明治40年（1907年）11月8日  | 明治43年（1910年）5月6日   |                                |
| 5  | 遠藤三郎     | 明治43年（1910年）5月20日  | 大正4年（1915年）8月17日   | 再任                           |
| 6  | 工藤舜之助   | 大正4年（1915年）10月29日  | 大正7年（1918年）2月21日   |                                |
| 7  | 千葉銀蔵     | 大正7年（1918年）3月16日   | 昭和12年（1937年）2月21日  | 三任                           |
| 8  | 丸森仲五郎   | 昭和12年（1937年）2月22日  | 昭和21年（1946年）3月13日  |                                |
| 9  | 及川忠左ェ門 | 昭和21年（1946年）3月26日  | 昭和22年（1947年）4月5日   |                                |
| 10 | 千葉渉       | 昭和22年（1947年）4月6日   | 昭和26年（1951年）4月5日   | 四任                           |
| 11 | 畠山栄一郎   | 昭和26年（1951年）4月6日   | 昭和30年（1955年）3月31日  | 再任                           |
| 12 | 及川哲夫     | 昭和31年（1956年）10月27日 | 昭和32年（1957年）4月30日  | のち日高村長および初代東和町長 |